# لنی کوهر
لنی کوهر (به انگلیسی: Lenny Kuhr) (زاده ۲۲ فوریه ۱۹۵۰) خوانندهٔ هلندی بود.
او در سال ۱۹۶۹ در مسابقه یوروویژن شرکت کرد و به‌طور مشترک برنده شد.